# Méďa
Méďa (v originále Ted) je americká fantasy komedie, kterou režíroval Seth MacFarlane (dále režíroval například seriál Griffinovi). V hlavní roli se představují Mark Wahlberg, MacFarlane a Mila Kunis.

## Děj
Malý John (Mark Wahlberg) touží po kamarádech, a tak od rodičů dostane k Vánocům plyšového medvídka, kterého pojmenuje Ted. V noci malý John vysloví přání a méďa ožije. Od té noci byli John a Ted nerozluční přátelé.
Poté se děj posouvá o 20 let dopředu, kde už je z Johna mladý muž a má přítelkyni jménem Lori (Mila Kunis) a nadále žijí s Tedem, který se neustále dostává do průšvihů.

## Obsazení

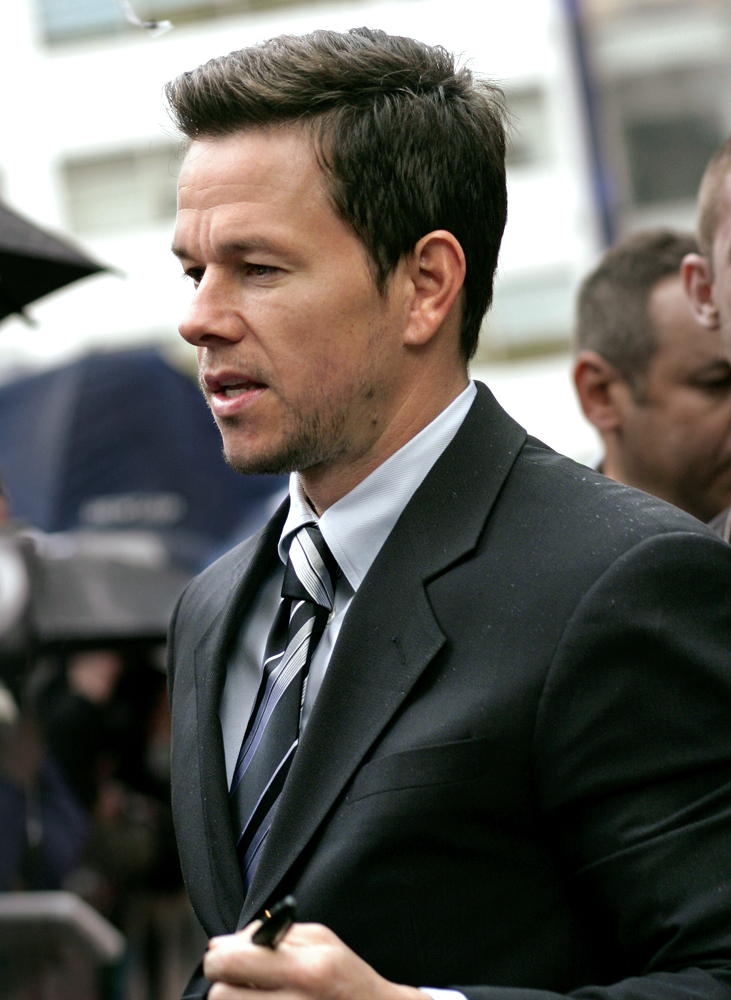
Mark Wahlberg – John Bennett
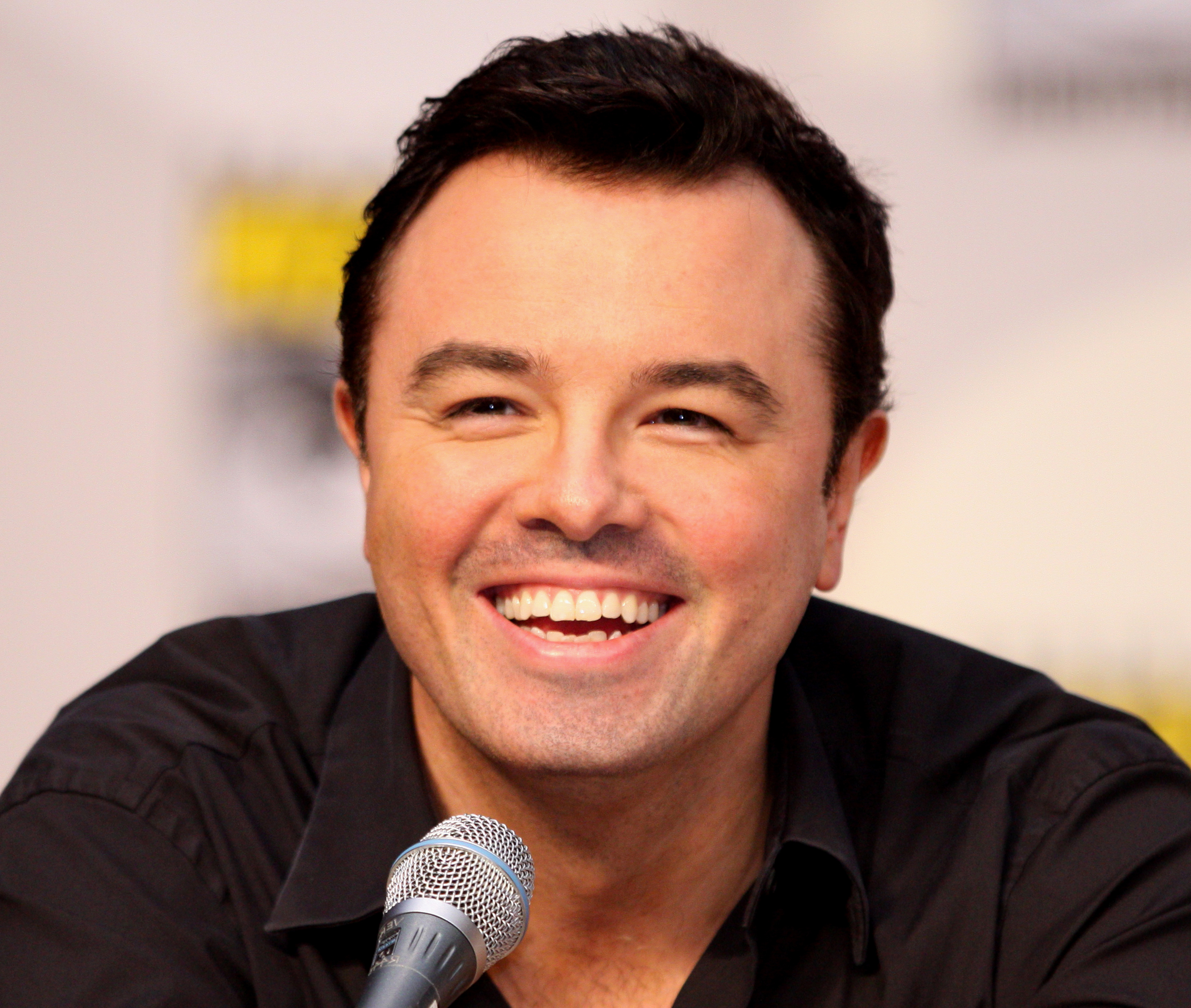
Seth MacFarlane – režisér a dabér Teda
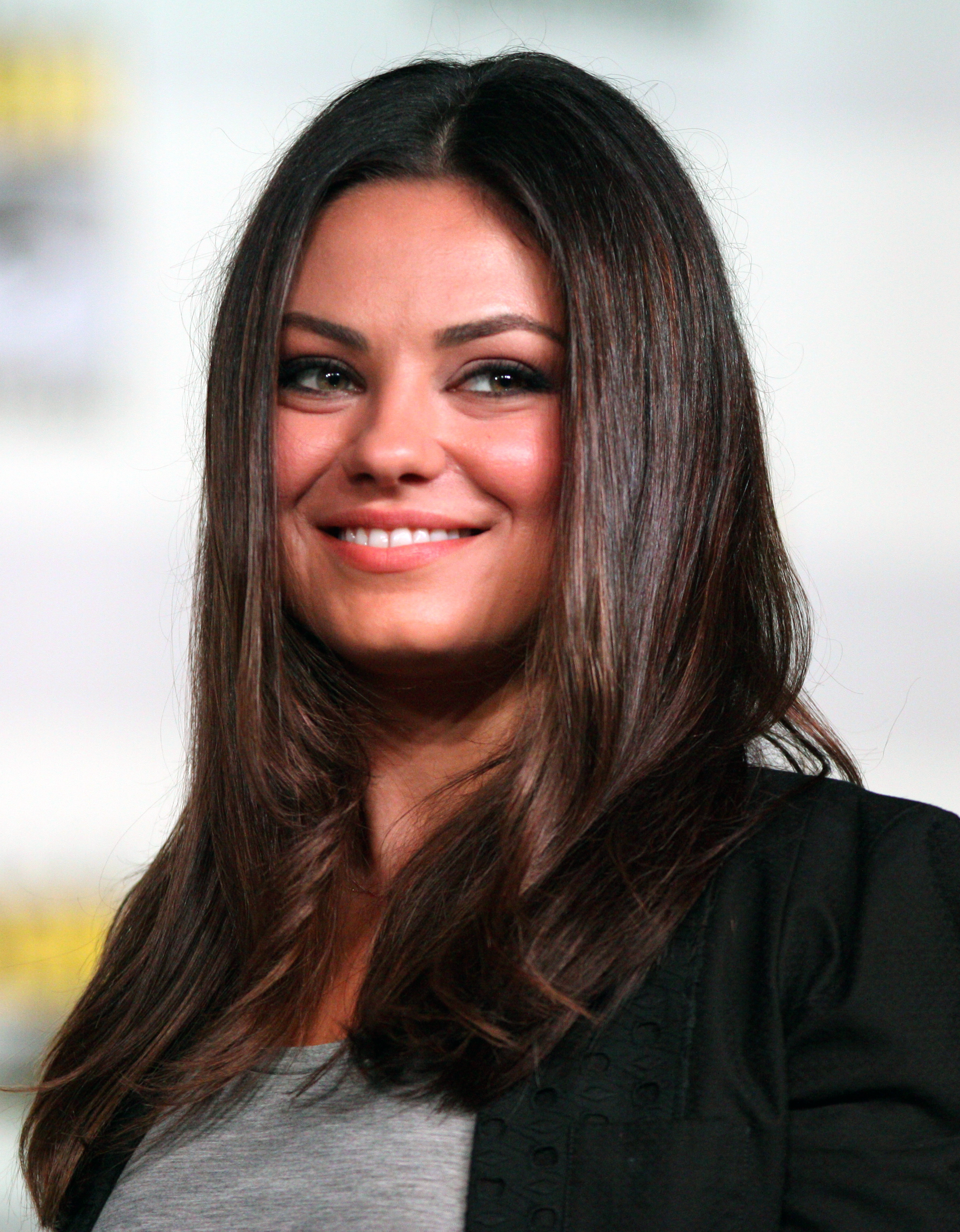
Mila Kunis – Lori Collins